# Passiflora lobbii
Passiflora lobbii är en passionsblomsväxtart. Passiflora lobbii ingår i släktet passionsblommor, och familjen passionsblomsväxter.

## Underarter
Arten delas in i följande underarter:
- P. l. ayacuchoensis
- P. l. lobbii
- P. l. obtusiloba